# John et Mary
John et Mary (John and Mary) est un film dramatique américain de Peter Yates adapté d'un roman de Mervyn Jones et sorti en 1969.

## Fiche technique
- Titre original : John and Mary
- Titre français : John et Mary
- Réalisation : Peter Yates
- Costumes : Anthea Sylbert
- Musique : Quincy Jones
- Durée : 92 minutes
- Date de sortie : 14 décembre 1969

## Distribution
- Dustin Hoffman : John

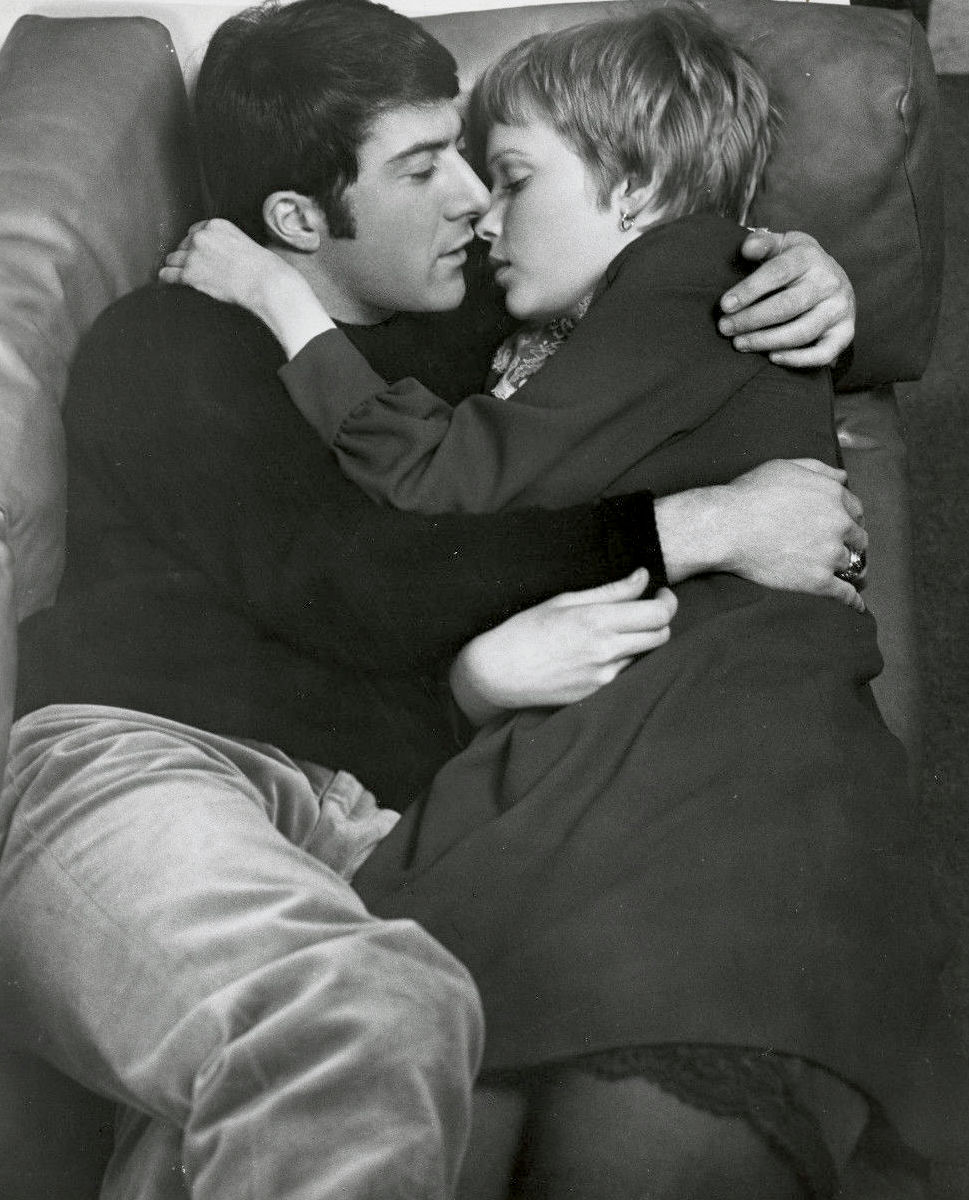
Les acteurs principaux Dustin Hoffman et Mia Farrow dans une scène du film

- Mia Farrow (VF : Arlette Thomas) : Mary
- Michael Tolan (VF : Georges Aminel) : James
- Sunny Griffin (VF : Perrette Pradier) : Ruth
- Stanley Beck : Ernest
- Tyne Daly (VF : Claude Chantal) : Hilary
- Alix Elias : Jane
- Julie Garfield : Fran
- Marvin Lichterman : Dean
- Marian Mercer : Mags Elliot
- Susan Taylor : Minnie
- Olympia Dukakis : la mère de John
- Carl Parker : le joueur de tennis
- Richard Clarke : Charlie
- Alexander Cort : Imaginary Film Director
- Cleavon Little : le réalisateur
- Marilyn Chris : la femme du réalisateur

Acteurs non crédités
- Hy Anzell : chauffeur de taxi
- Jennifer Salt : Hortense

## Réception critique
Elle fut généralement mauvaise. John et Mary n'atteint que 38 % au tomatomètre.